# Mateusz (opat monasteru Syryjczyków)
Mateusz (właśc. Halmi Aziz, ur. 18 lipca 1939 w Isna) – duchowny Koptyjskiego Kościoła Ortodoksyjnego, od 1993 opat monasteru Syryjczyków.

## Życiorys
W 1964 złożył śluby zakonne. Święcenia kapłańskie przyjął 4 kwietnia 1969. Sakrę biskupią otrzymał 25 maja 1980. 6 czerwca 1993 został mianowany opatem monasteru Syryjczyków.